# Kristuskyrkan
Kristuskyrkan (Église du Christ) est une église méthodiste située au croisement des rues Fänrik Ståls et Apollonkatu dans le quartier central d'Etu-Töölö (framre-tölö en suédois) à Helsinki en Finlande.
Elle fait partie de l'église méthodiste suédoise de Finlande.

## Architecture et histoire
Le bâtiment, dans toute sa simplicité représente un exemple de néogothique stylisé finlandais du XXe siècle.
Il a été construit entre 1926 et 1928 par l’architecte Atte V. Willberg. L'église a été consacrée officiellement avec sa messe inaugurale le 23.9.1928 
La tour de l’église, avec sa flèche, fait 59 mètres.

### Rosace
Conformément aux caractéristiques de l’architecture gothique, une grande rosace est présente sur la façade de l’église au-dessus de l’entrée principale. La magnifique verrerie de l'artiste Lennart Rafael Segerstråle (1892-1975) s'intitule "Praise to Creation" (en suédois Skåpelsens lovsång). La louange spirituelle de la création de Dieu est illustrée par la figure de David jouant de la harpe entourée de motifs floraux et végétaux. Un escalier circulaire accessible depuis le côté droit du porche mène à la loggia supérieure située à l'intérieur de l'église, d'où il est possible d'admirer de plus près le design complexe de la fenêtre décorée.

### Plafond de la galerie
En entrant dans l'église au-delà des escaliers et en passant après le vestibule, au plafond de la galerie se trouve une fresque réalisée par l'artiste Carl August Henry Ericsson (1898-1933). L'œuvre représente symboliquement l'arbre de la vie spirituelle dont les branches s'étendent dans le monde entier.  Les douze colombes, autour de la figure centrale de l'ange, avec leurs gloires sont les douze apôtres qui sont sortis avec le message de salut spirituel au monde.

### Orgue
C'est un orgue de Kangasala avec 15 arrêts. Le professeur Asko Rautioaho a conçu l'orgue de sorte que le vitrail dessiné par Lennart Rafael Segerstråle (1892-1975) ressort clairement du profil de l'instrument de musique. 

### Galerie

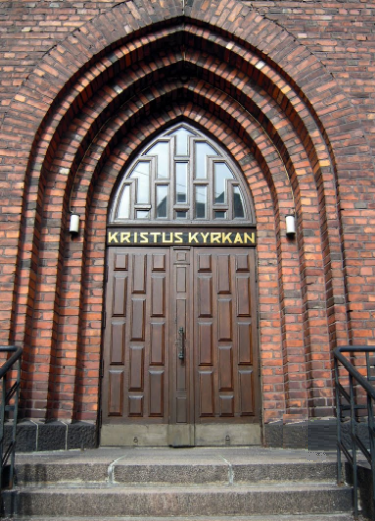
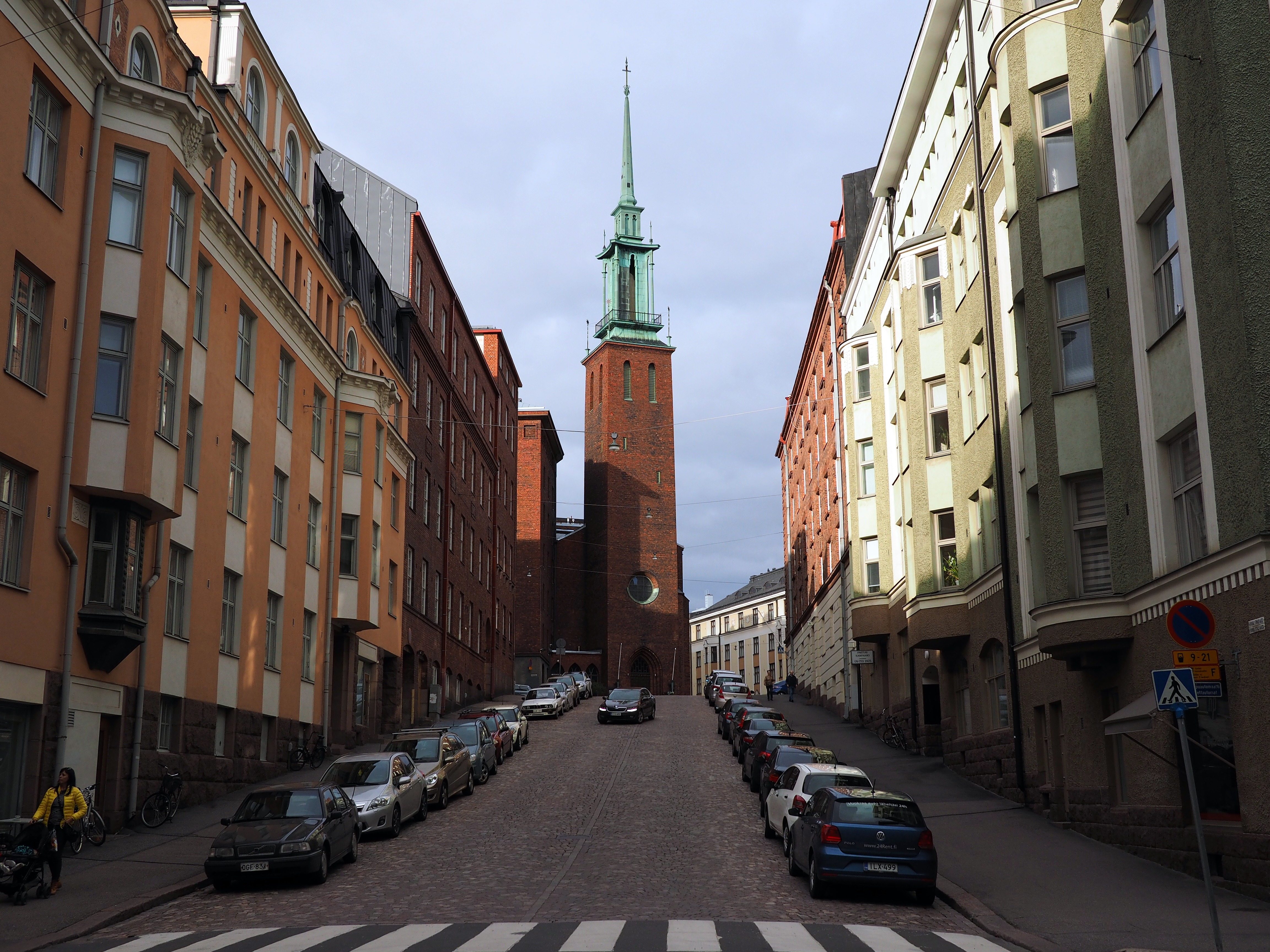
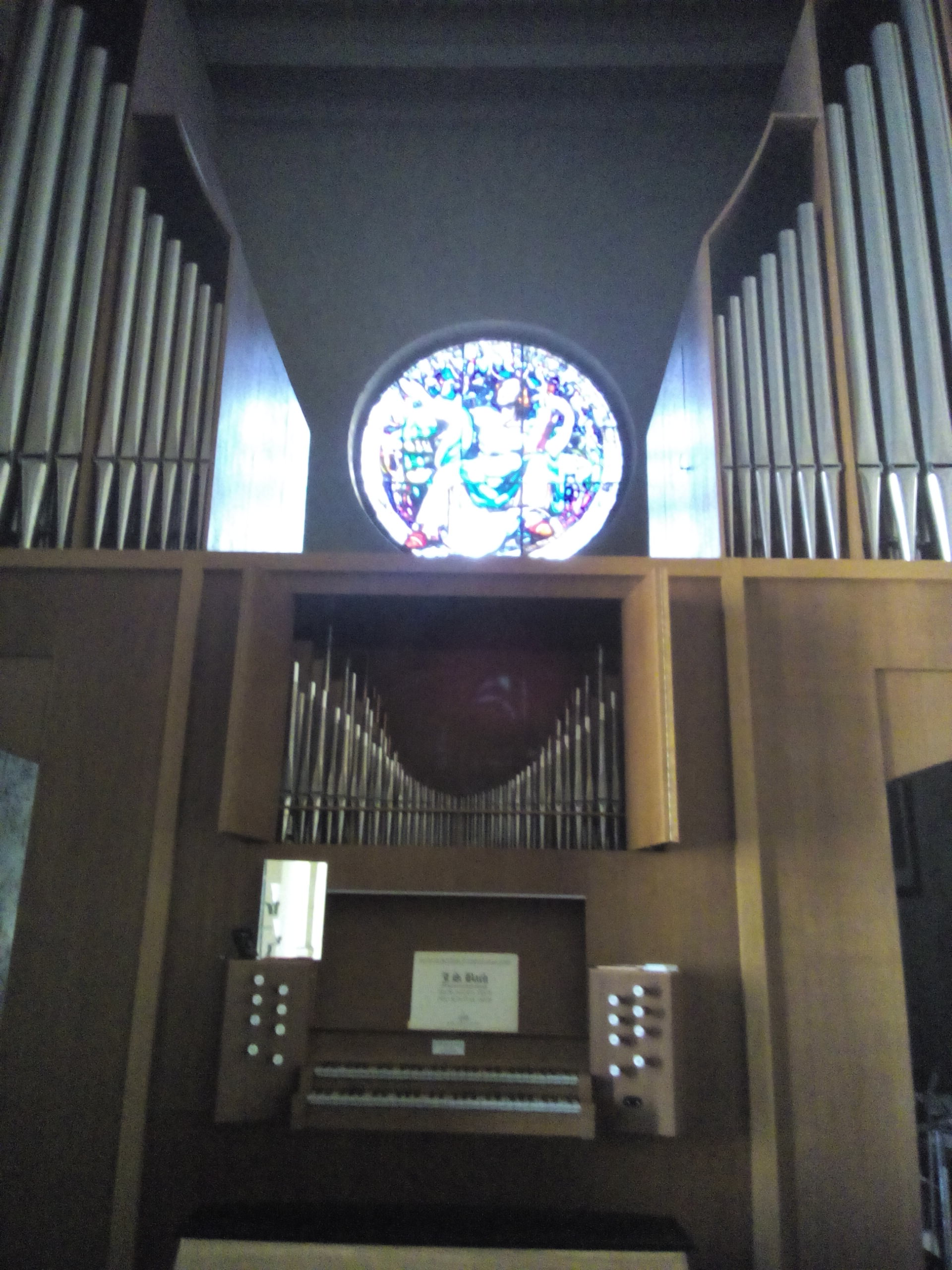
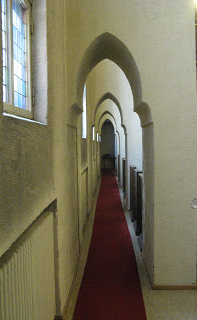
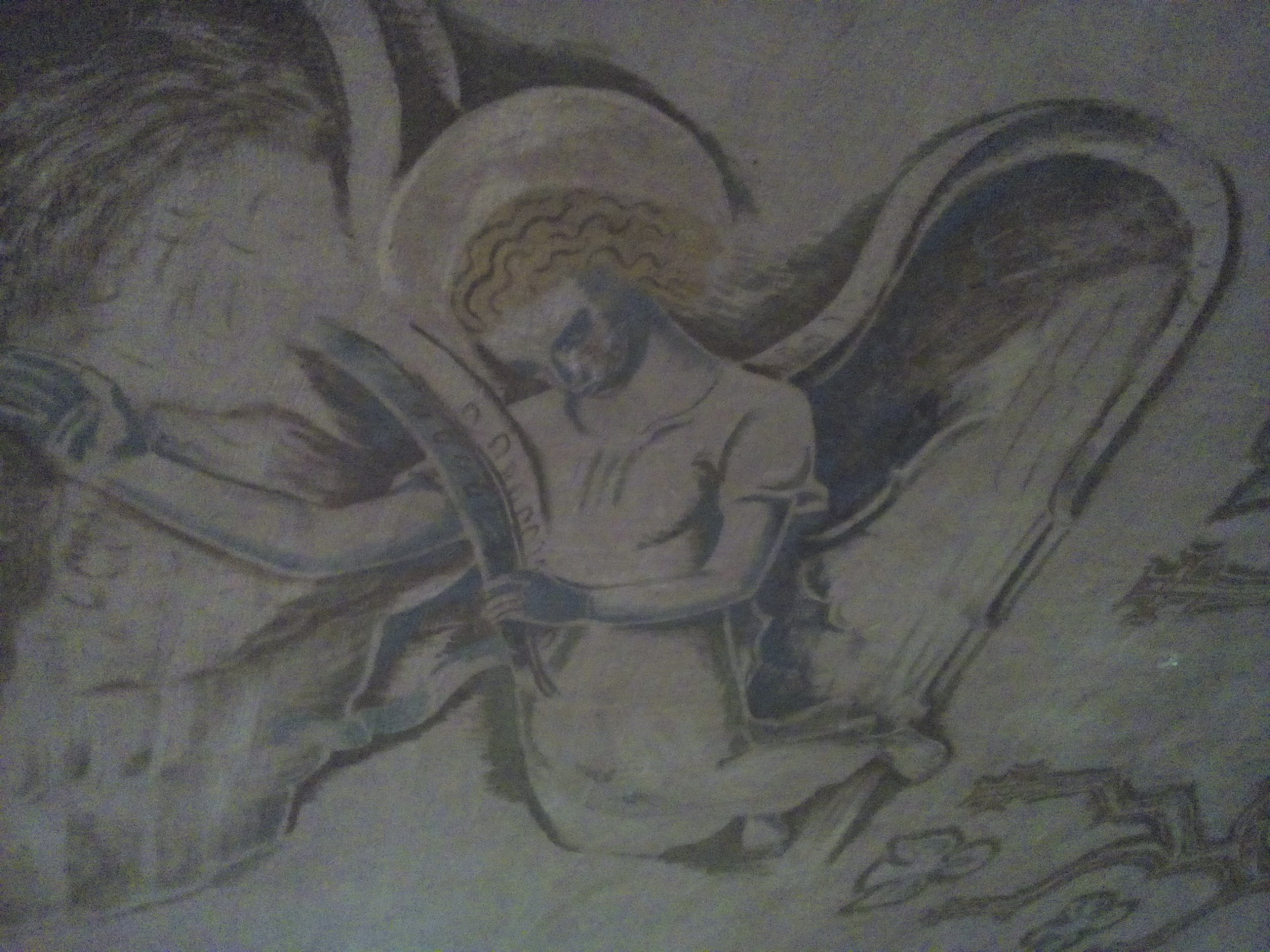
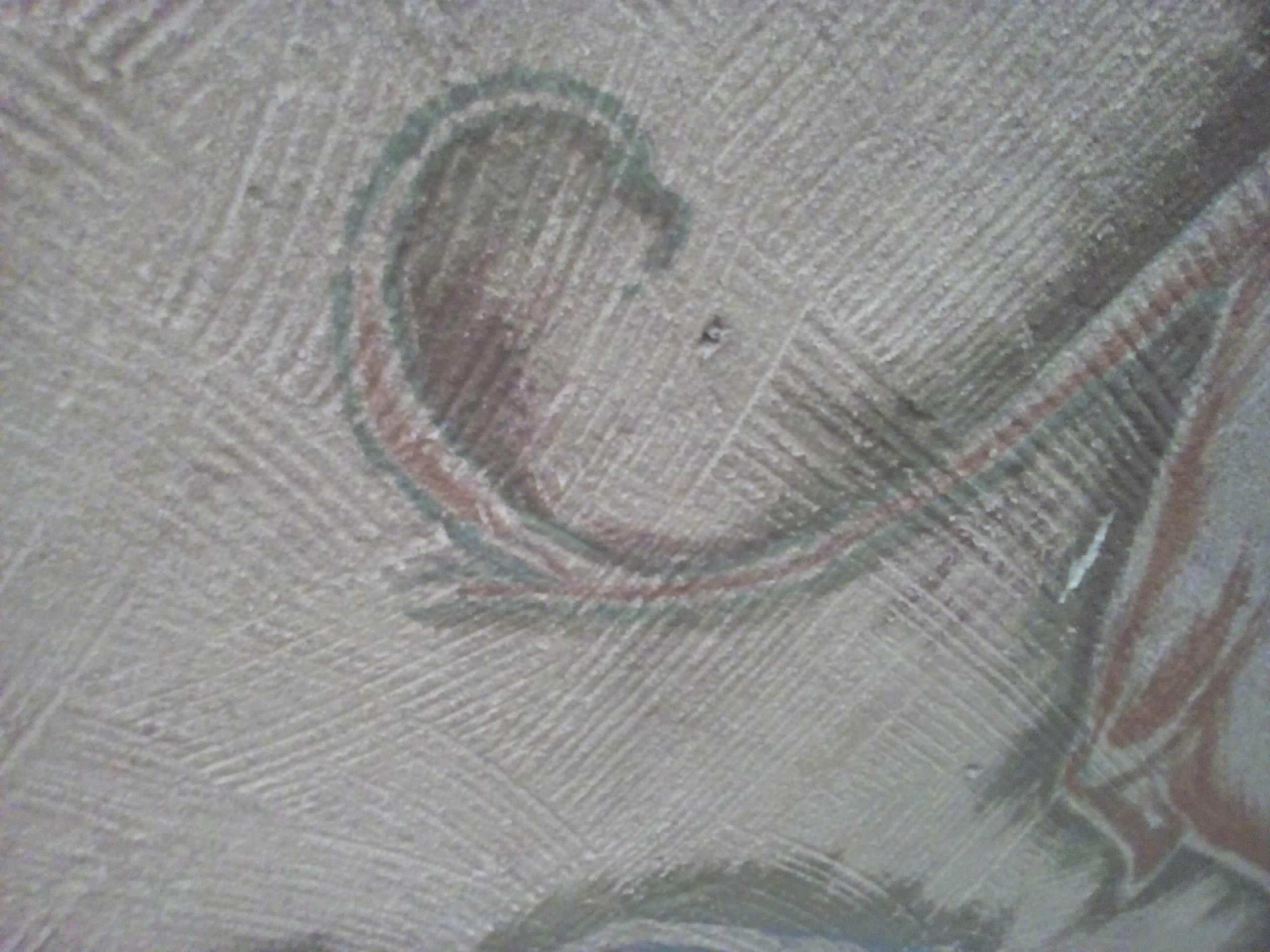
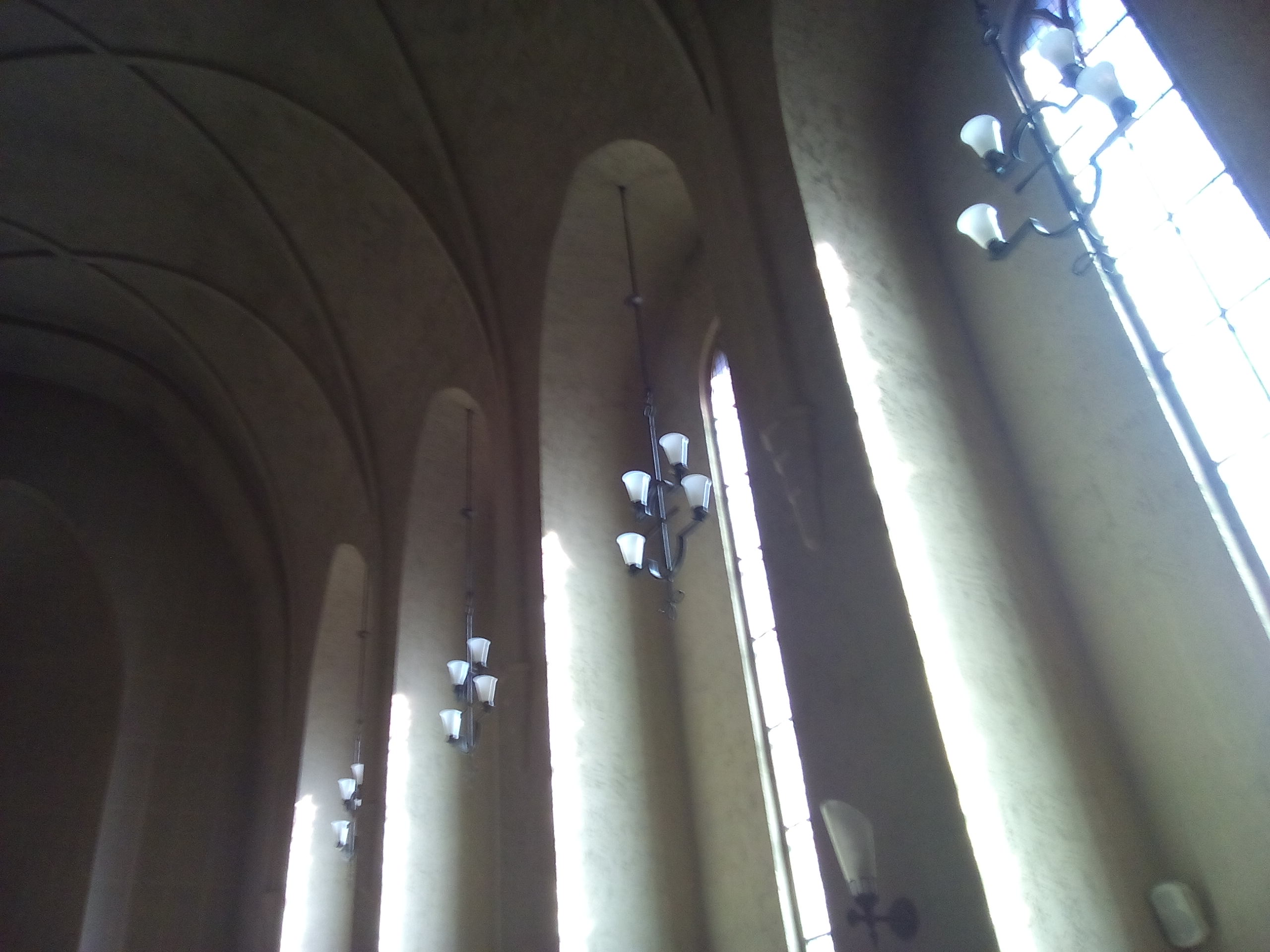
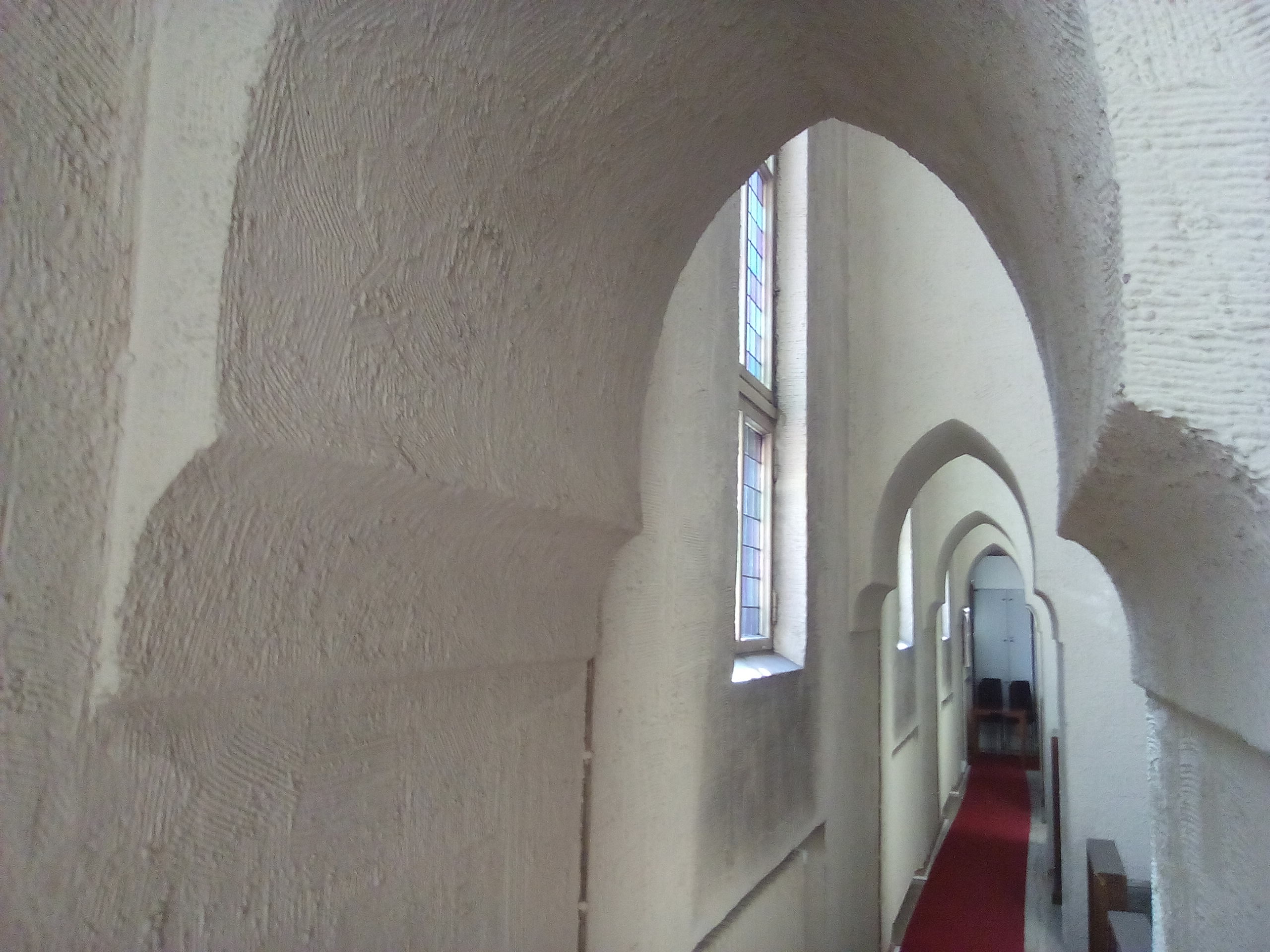
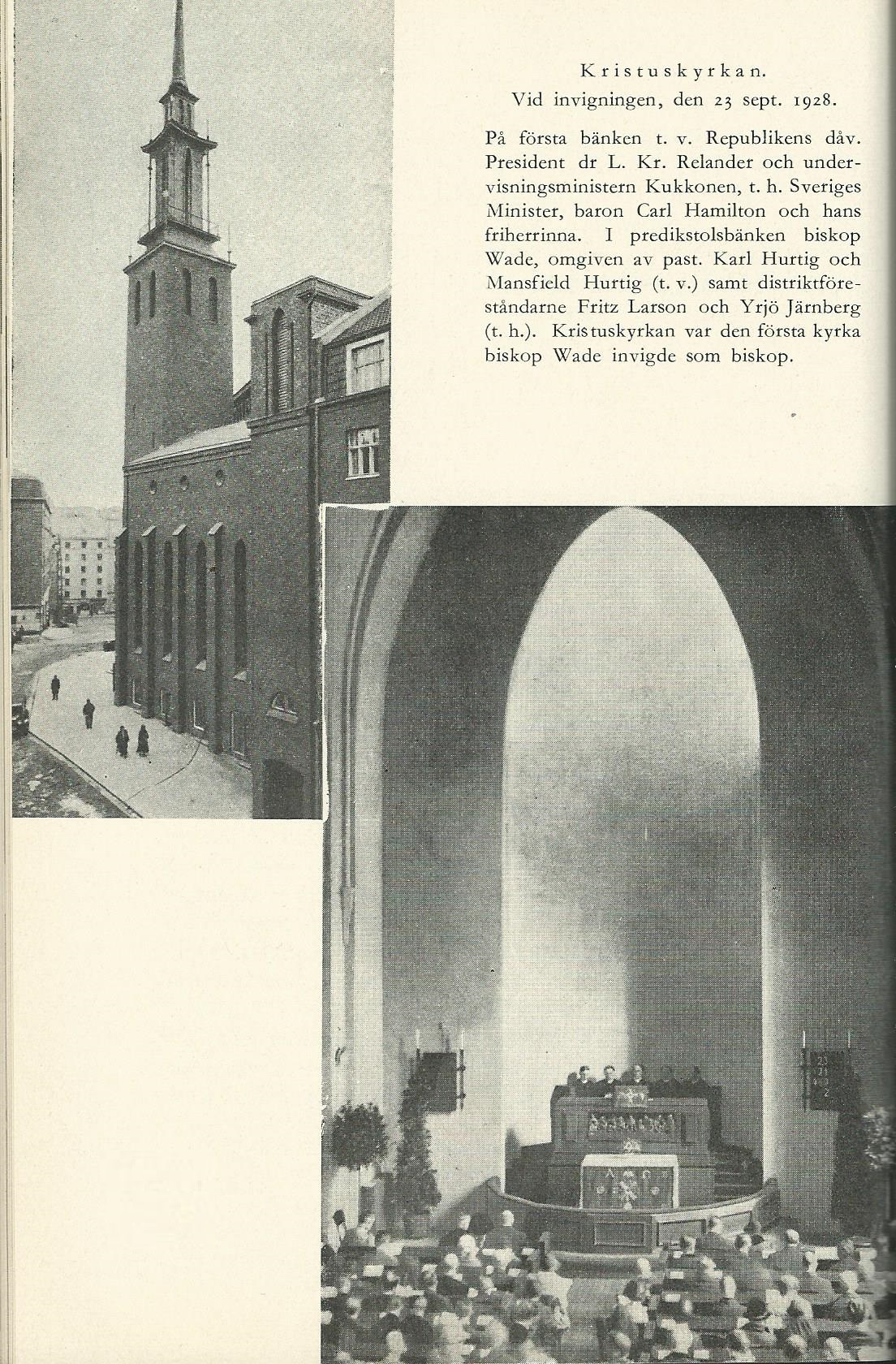